# Paul-Léon Seitz
Paul-Léon Seitz MEP (* 22. Dezember 1906 in Le Havre; † 23. Februar 1984) war ein französischer römisch-katholischer Ordensgeistlicher und Bischof von Kontum.

## Leben
Paul-Léon Seitz trat der Ordensgemeinschaft der Pariser Mission bei. Er wurde am 13. März 1937 zum Diakon geweiht und empfing am 4. Juli desselben Jahres das Sakrament der Priesterweihe.
Am 19. Juni 1952 ernannte ihn Papst Pius XII. zum Titularbischof von Catula und zum Apostolischen Vikar von Kontum. Der Apostolische Delegat für Indochina, Erzbischof John Jarlath Dooley SSCME, spendete ihm am 3. Oktober desselben Jahres die Bischofsweihe; Mitkonsekratoren waren der Apostolische Vikar von Qui Nhơn, Paul Raymond-Marie-Marcel Piquet MEP, und der Apostolische Vikar von Hanoi, Joseph Marie Trịnh Như Khuê.
Paul-Léon Seitz wurde am 24. November 1960 infolge der Erhebung des Apostolischen Vikariats Kontum zum Bistum erster Bischof von Kontum. Am 2. Oktober 1975 trat er von seinem Amt zurück.